# Cantina di Collemassari
La Cantina di Collemassari è un edificio produttivo situato nel comune di Cinigiano, nella provincia di Grosseto, poco distante dall'omonimo castello medievale nella DOC Montecucco. Sede dell'omonima società agricola produttrice di vino e olio, è considerata una delle "cattedrali del vino" italiane e un valido esempio di architettura eco-sostenibile.
Nel 2006 vince il Premio internazionale di architettura sostenibile "Fassa Bortolo" e nel 2014 è stata riconosciuta come "Cantina dell'anno", dalla guida Vini d'Italia del Gambero Rosso.

## Descrizione
Costruita tra il 2003 e il 2005 su progetto dell'architetto Edoardo Milesi, è costituita da tre volumi che dialogano tra loro e con il contesto e costruita seguendo i criteri della bioarchitettura con l'organizzazione su più livelli seguendo i piani naturali di campagna.
L'area di vinificazione è una scatola di legno, interrata per i 2/3 della sua cubatura, e rivestita da una gabbia leggera di pilastri e travi in cemento bianco che nascono dalla vigna e si appoggiano in modo quasi provvisorio sopra la struttura interrata. Tutti gli spazi annessi sono ricavati nella collina; gli unici elementi emergenti sono una quinta bianca e la palazzina degli uffici. La struttura è frutto di una progettualità impostata al risparmio energetico, alla bioedilizia e all'ingegneria bioclimatica, che ha condizionato la scelta dei componenti e dei materiali.
Il progetto architettonico risolve le necessità climatiche e ambientali della produzione con sistemi che sfruttano elementi naturali quali aria, luce, vento e acqua. Questi metodi naturali permettono inoltre di mantenere il microclima interno essenziale alle diverse fasi di produzione del vino, compreso il riciclo delle acque di lavorazione necessarie all'irrigazione dei campi.
La climatizzazione naturale della barricaia avviene tramite condotti ventilati che possono essere aperti durante la notte per innescare un ricircolo e, una volta chiusi durante il giorno, garantiscono un ambiente termicamente stabile come richiede l'invecchiamento del vino. Le doghe in cedro del soffitto disinfettano l'aria impedendo la proliferazione di parassiti e muffe dannose per le botti in legno e il vino.
Nel 2019 sono terminati i lavori di ampliamento della "storica" cantina con l'aggiunta, sul lato sud-ovest, di due nuovi edifici di stoccaggio funzionali alle attività aziendali. Sempre su progetto dell'architetto Milesi, i due nuovi corpi di fabbrica monolitici, sono ricoperti da facciate ventilate in legno di cedro e zinco-titanio, due materiali ricorrenti nel progetto complessivo della cantina.